# Ibou Sané
Ibou Sané (Diégoune, 28 maart 2005) is een Senegalees voetballer die sinds 2023 onder contract ligt bij FC Metz.

## Clubcarrière
Sané maakte in de zomer van 2023 samen met Sadibou Sané – geen familie – de overstap van AS Génération Foot naar de Franse eersteklasser FC Metz, waar hij een contract tot medio 2028 ondertekende. Op 27 augustus 2023 maakte hij zijn officiële debuut in het eerste elftal van de club: op de derde competitiespeeldag liet trainer László Bölöni hem in de 0-1-zege bij Clermont Foot in de 86e minuut invallen voor Georges Mikautadze.

## Interlandcarrière
Sané won in 2023 met Senegal –20 de Afrika Cup onder 20. De aanvaller kwam enkel in actie in de derde groepswedstrijd tegen gastland Egypte (0-4-winst), waarin hij eenmaal scoorde, en in de 1-0-winst tegen Benin in de kwartfinale.